# 三浦昇 (レーサー)
三浦 昇 (みうら のぼる、1961年9月2日 - ) は、青森県八戸市出身の元オートバイ・ロードレーサー。ヨシムラやホンダ・ワークス契約ライダーとして全日本ロードレース選手権に参戦した。1988年日本人初のTT-F1世界選手権SUGOラウンド優勝者。 

## 経歴

### 少年時代
青森での少年時代から雑誌で見たグランプリ・ライダーや四輪のF1ドライバーにあこがれ、「世界GPで走ってる片山敬済選手やF1のニキ・ラウダ選手の記事を見て早くレースがやりたいと思っていた。」という中学生だった。高校を卒業するとすぐに、レースをやり始めたいという情熱だけで単身青森を出て鈴鹿へと移る。当時を「世界GPで走りたいという夢しか考えてなかったから、ヨーロッパのグランプリに行くことを考えたら青森から鈴鹿なんて何でもないことだった。」と回想している。

### デビュー
鈴鹿に移り住む前、16歳で免許を取得してすぐにスポーツランドSUGOのプロダクション250ccクラスでデビュー&ポールトゥーウィンを飾り才能の片鱗を見せる。 
1982年全日本ロードレース・ノービス250ccクラスで5回の優勝を挙げ年間チャンピオンを獲得。その年の4時間耐久レースでは終盤プライベーターながらセミワークスチームを逆転して暫定優勝の表彰台に登り話題をさらう。毎回のようにコースレコードを更新するラップタイムの速さからスーパーノービスと呼ばれるようになり、すぐにでも国際A級で通用すると評された。このノービス250クラスでは八代俊二と同じレースを走っており、八代は「三浦君にはレースに理解のある鈴鹿の工場を紹介してもらい、そこで一緒に働いていたことがある。」と自身のYouTubeチャンネルで述べている。

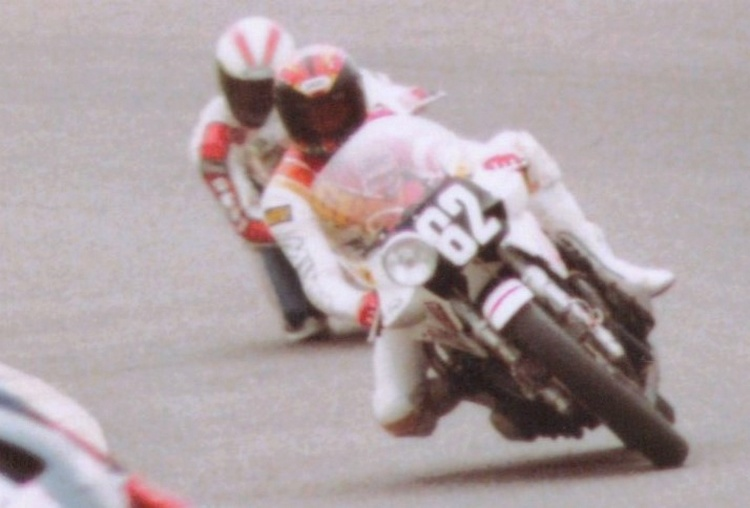
1983年の鈴鹿8耐を走る三浦

1983年は国際B級250ccクラスで坂口彰、片山信二と争い、最多勝利者としてシーズンをリード。チャンピオン最有力で迎えた最終戦日本GPで電気系のマシントラブルが発生、このノーポイントが響きランキング2位となった。しかしこの年の250ccは国際A/B級混走で行われた、第6戦鈴鹿ではB級の三浦がコースレコードでのポールポジションを獲得、決勝レースもA級トップライダーを相手に独走優勝とその速さは話題をさらい、前年の4時間耐久レースの活躍や地元の峠道出身というエピソードと共に漫画『バリバリ伝説』の初期は三浦が主人公・巨摩郡のモデルと言われている。

### ヨシムラ時代 / HRC入り
1984年、A級初年度にヨシムラ入り、TT F1とF3クラスにダブル参戦。ベテランを蹴散らす勢いの勝つか転倒かの熱いレースを見せ、今もファンの心に強烈に印象に残っている。 
同年シーズン終了後、翌年からのホンダワークス・HRC入りが発表された。HRC取締役の福井威夫は、「非常に若い可能性を持っている。いろんなカテゴリーに出てもらおうと思ってます。ホンダが本格的に始めるF3かF1をメインに、500ccにも出てもらうかも。」と期待を述べた。

### HRC時代
1985年、ホンダワークスよりTT F1（750cc）とF3（400cc）に参戦が決まり、F3クラスでの初戦となった第2戦筑波ではRVF400デビュー戦でポールポジションを奪う。しかしその後の鈴鹿のテストで転倒した際に左足を粉砕開放骨折したダメージが大きく、度重なる手術とリハビリのため2年間の入院により戦線離脱を余儀なくされる。1987年後半、2年ぶりに本格復帰し、第11戦鈴鹿でTT F1クラスを制し復帰後初優勝を挙げる。1988年全日本TT-F1ではシリーズランキング2位を獲得し、菅生で開催されたTT-F1世界選手権日本ラウンドでは、同シリーズにレギュラー参戦する海外のライダーを抑えて日本人初の2輪F1世界選手権勝者となった。 
1989年からは全日本F1選手権に参戦しながら、チームのメインスポンサー「ファミリーマート」が主催していた4輪ジュニア・フォーミュラ大会「ファミリーマートカップ」にドライバーとしても出場した。

### 1990年代以降
HRCとの契約が終了し、全日本ロードへのレギュラー参戦を終えた後は、東南アジアでのロードレースにタイカワサキとの契約で初のカワサキのマシンで参戦し、当時の欧米でのタバコ広告規制によって東南アジアに流れたタバコマネーによる賞金で、コンスタントに賞金稼ぎをしていた時期があったと述べている。
元々強い関心を持っていた4輪レースにも参戦し、1991年N1耐久に福山英朗選手とのコンビでR32GTRで参戦、鈴鹿で行われたスポーツカー世界選手権のN-1スプリントレースで木下孝之選手に次いで2位獲得。
1992年　F1マレーシア世界耐久選手権レース総合５位、F1インドネシアインターナショナルレース総合5位、90～93年鈴鹿８時間耐久レース連続出場。
1994年　マレーシアインターナショナルスーパーバイク選手権ランキング4位。 1996年の全日本F3選手権にダラーラ・F393でディランタ・マラガムワ選手とのチームでスポット参戦歴がある。
2000年代に入り、自身のSNSにてインドネシア・バリ島でレストランビジネスをしている様子とプール付きの自宅を公開。
2018年9月、バリ島で経営していた日本食レストランを売却したことを報告。その後日本に帰国し、三木市内での古民家ドッグランカフェ開業準備を公開。
レース関連では、2018年に丸山浩の主宰するイベントに参加、約30年ぶりにオートバイに乗りサーキット走行する姿を見せた。この際にホンダ・RC213V-Sに試乗し、初めてキャブレター式ではないインジェクション仕様のマシンを経験した。 

## レース戦歴

### 全日本ロードレース選手権
| 年     | チーム                           | マシン           | 区分     | クラス | 1     | 2       | 3          | 4       | 5       | 6          | 7       | 8       | 9     | 10      | 11  | 順位 | ポイント |
| ------ | -------------------------------- | ---------------- | -------- | ------ | ----- | ------- | ---------- | ------- | ------- | ---------- | ------- | ------- | ----- | ------- | --- | ---- | -------- |
| 1981年 | 個人                             | ヤマハ・TZ250    | ノービス | 250cc  | TSU   | SUZ     | TSU        | SUZ     | SUG     | SUZ        | TSU     | SUG 9   | SUZ   |         |     | 38位 | 2        |
| 1982年 | スズカササキチーム               | ヤマハ・TZ250    | ノービス | 250cc  | SUZ 1 | TSU     | SUZ 1      | SUG     | SUZ 1   | TSU        | TSU     | SUG 1   | SUZ 1 |         |     | 1位  | 78       |
| 1983年 | 中部ミスターバイク               | ヤマハ・TZ250    | 国際B級  | 250cc  | TSU 1 | SUZ Ret | TSU        | SUG 1   | SUZ 1   | TSU 1      | SUG 1   | SUZ Ret |       |         |     | 2位  | 75       |
| 1984年 | ヨシムラ MOTUL                   | スズキ・GSX400R  | 国際A級  | TT F3  |       | TSU 4   | SUG 不成立 | SUZ Ret | TSU Ret | SUG Ret    | SUZ     | TSU 3   | SUG 1 | SUZ 1   | TSU | 3位  | 75       |
| 1984年 | ヨシムラR&D                      | スズキ・GSX750ES | 国際A級  | TT F1  | SUZ 3 |         | SUG 不成立 | SUZ Ret |         | SUG 不成立 | SUZ Ret |         | SUG   | SUZ Ret |     | 8位  | 15       |
| 1985年 | Team HRC                         | ホンダ・RVF400   | 国際A級  | TT F3  |       | TSU Ret | SUZ        | TSU     | SUG     | SUZ        | TSU     | SUG     |       | SUG     | SUZ | NC   | 0        |
| 1985年 | Team HRC                         | ホンダ・RVF750   | 国際A級  | TT F1  | SUZ 7 |         | SUZ        |         | SUG     | SUZ        | TSU     | SUG     | TSU C | SUG     | SUZ | 19位 | 9        |
| 1987年 | Team HRC                         | ホンダ・RVF750   | 国際A級  | TT F1  | SUZ - | SUZ 12  | SUG 5      | SUZ     | TSU 3   | SUG Ret    | SUG 7   | SUZ 1   | TSU 5 |         |     | 7位  | 73       |
| 1988年 | ファミリーマートレーシングホンダ | ホンダ・RVF750   | 国際A級  | TT F1  | SUZ 1 | SUZ 4   | SUG 8      | SUZ 4   | SUG 9   | TSU 5      |         |         |       |         |     | 2位  | 75       |
| 1989年 | ファミリーマートレーシングホンダ | ホンダ・RVF750   | 国際A級  | TT F1  | SUZ 2 | SUZ 2   | TSU 3      | SUZ     | SUG 3   | SUZ 5      | SUG 6   | TSU 12  |       |         |     | 4位  | 92       |

- 太字はポールポジション、斜字はファステストラップ

### 鈴鹿8時間耐久ロードレース
| 年   | チーム                                   | ペアライダー | 車番 | マシン                    | 予選順位 | 決勝順位 | 周回数 |
| ---- | ---------------------------------------- | ------------ | ---- | ------------------------- | -------- | -------- | ------ |
| 1983 | 中部ミスターバイク                       | 坂口彰       | 62   | スズキ・GSX               | 23位     | Ret      | 37     |
| 1984 | ヨシムラMOTUL                            | 池田直       | 58   | スズキ・GSX750ES          | 7位      | Ret      | 92     |
| 1987 | SEED RACING HONDA (HRC)                  | 徳野政樹     | 36   | ホンダ・RVF750            | 7位      | 12位     | 189    |
| 1988 | Familymart Honda with anブルーフォックス | 宮崎祥司     | 39   | ホンダ・RVF750            | --       | --       | --     |
| 1989 | Team HRC                                 | 八代俊二     | 47   | ホンダ・RVF750            | 7位      | 24位     | 188    |
| 1991 | チームYO-1 &東芝                         | 徳野政樹     | 100  | モリワキ=ホンダ・Zero-VX7 | 21位     | 33位     | 159    |

- 1988年はエントリーしていたが、直前で黒川武彦に交代し欠場。